# Lazarus Fuchs

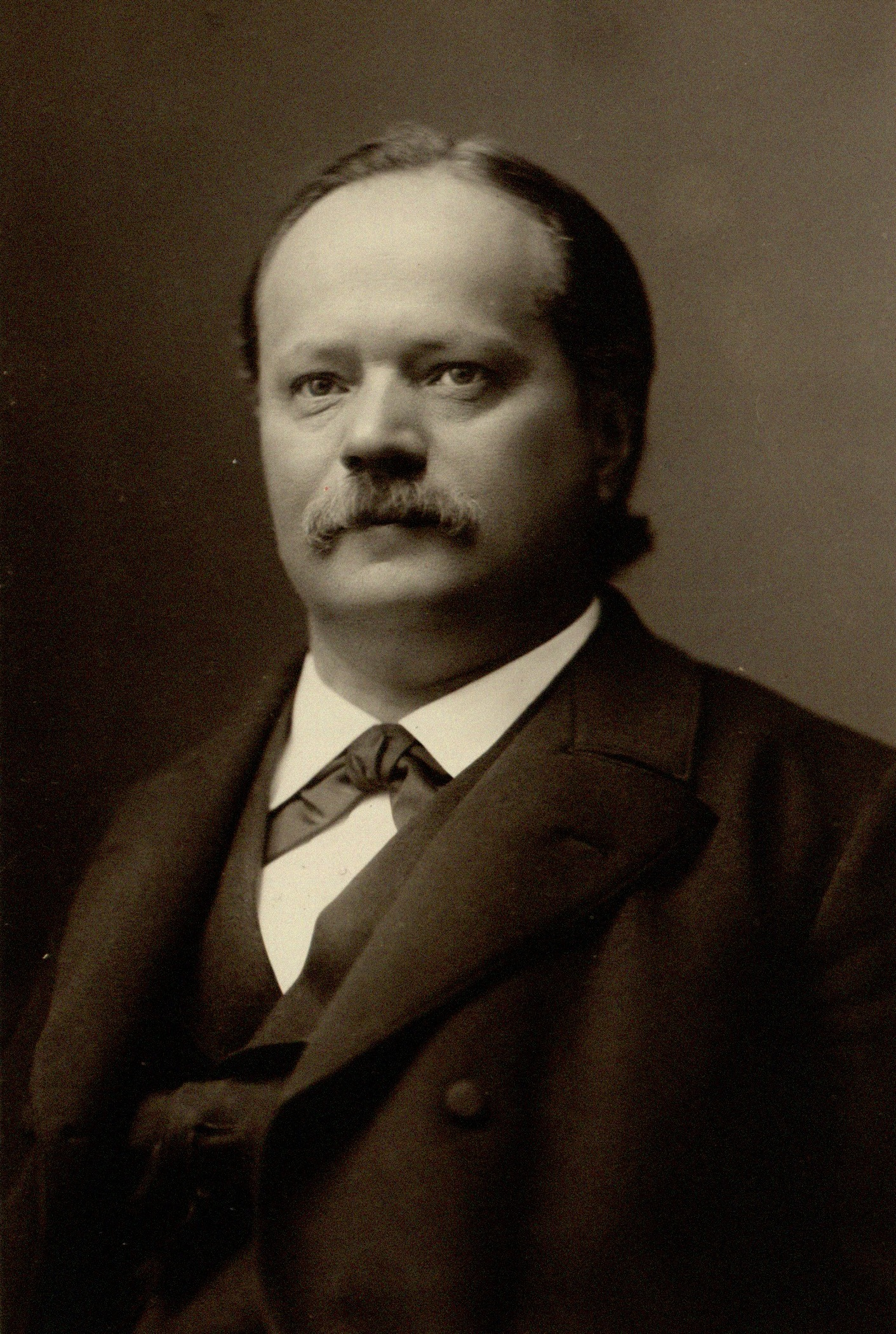
Lazarus Immanuel Fuchs

Immanuel Lazarus Fuchs (Mosina, 5 mei 1833 - Berlijn, 26 april 1902) was een Duitse wiskundige.
Hij promoveerde bij Karl Weierstraß. Onder de studenten die bij hem promoveerden waren Edmund Landau, Issai Schur en Ernst Zermelo,
Hij is de naamgever voor de Fuchs-groepen, de Fuchs-functies, en de vergelijking van Picard-Fuchs; Fuchs-differentiaalvergelijkingen zijn  differentiaalvergelijkingen met reguliere singulariteiten. Fuchs is ook bekend vanwege de stelling van Fuchs, die stelt dat als x0 een regulier singulier punt is, dat dan de differentiaalvergelijking
{\displaystyle p(x)y''+q(x)y'+r(x)y=0\,}
ten minste één oplossing heeft van de vorm
{\displaystyle y=\sum _{n=0}^{\infty }a_{n}(x-x_{0})^{n+\sigma },\quad {\textrm {met}}\quad a_{0}\neq 0\,}
voor enige nog te bepalen σ. In sommige gevallen zullen er twee lineair onafhankelijke oplossingen van deze vorm zijn.